# 1-三十二烷醇
1-三十二烷醇是一种有机化合物，化学式为C32H66O。它可由三十二酸甲酯和氢化铝锂在四氢呋喃中反应制得。在三苯基膦存在下，它和N-溴代丁二酰亚胺在二氯甲烷中反应，可以得到1-溴三十二烷。它和乙酸酐反应，得到乙酸三十二烷基酯。